# Rensselaer Polytechnic Institute
Das Rensselaer Polytechnic Institute (RPI) ist eine private technische Hochschule in Troy, New York mit zwei weiteren Campussen in Hartford und Groton in Connecticut. Das RPI ist die älteste technische Hochschule in Nordamerika. Es wurde am 5. November 1824 durch den Wissenschaftler Amos Eaton und den Politiker, General und Philanthropen Stephen Van Rensselaer III. als Rensselaer School gegründet.
Es gibt sechs Fakultäten: Architektur, Ingenieurwissenschaften, die Fakultät für Geisteswissenschaften, bildende Künste und Sozialwissenschaften, die Fakultät für Informationstechnik und Webwissenschaft, die Fakultät für Business und eine Fakultät für interdisziplinäre Wissenschaft. Im akademischen Jahr 2022–2023 hatte das Institut etwa 7000 Studenten, die Abschlüsse in 65 Studiengängen machen konnten.
Das Rensselaer Polytechnic Institute gehört laut U.S. News & World Report zu den besten 50 Universitäten in den Vereinigten Staaten und wurde 2006 von Newsweek als „neues Ivy“ betitelt. Die American Society of Civil Engineers nahm das RPI 2010 in die List of Historic Civil Engineering Landmarks auf.
Von 1999 bis 2022 war Shirley Ann Jackson die Präsidentin des RPI, bevor sie durch Martin A. Schmidt abgelöst wurde.

## Sport
Die Sportteams der Universität sind die RPI Engineers. Das Eishockeyteam der Universität nimmt an der US-amerikanischen Collegemeisterschaft der National Collegiate Athletic Association teil.

## Bekannte Lehrer

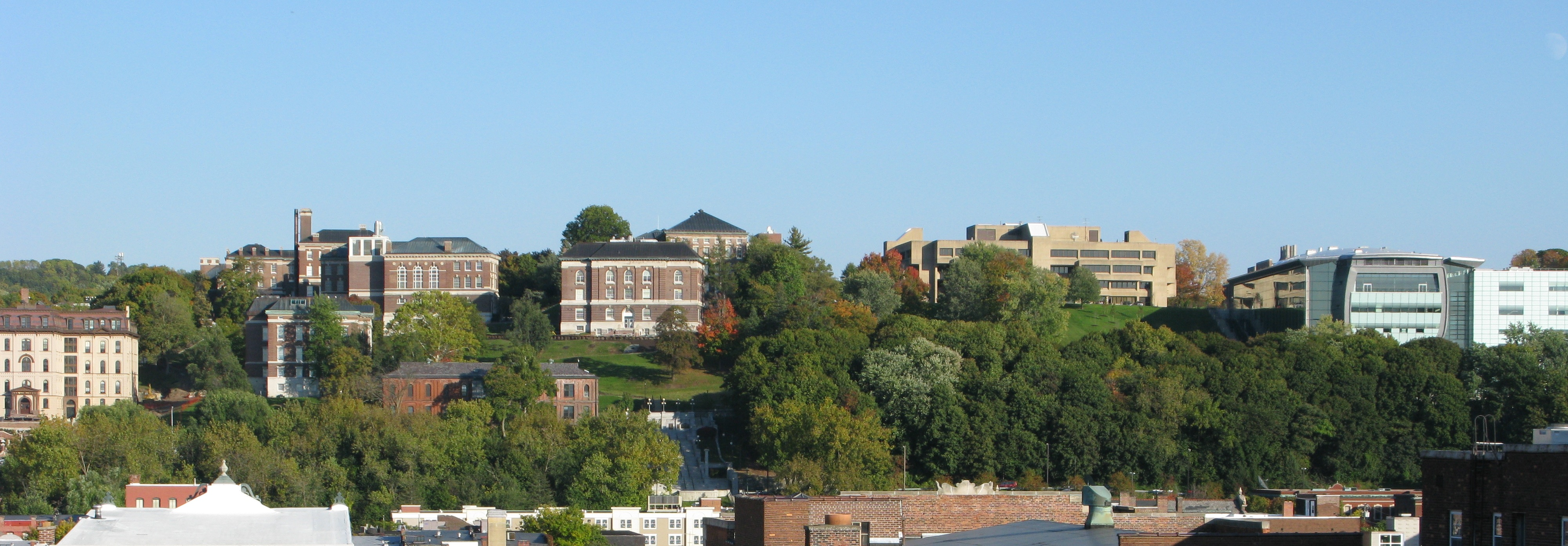
Blick auf den zentralen Campus des RPI.

- Henry Bradford Nason (1835–1895), Chemiker und Geologe, Schüler von Robert Bunsen und Friedrich Wöhler
- Igor Vamos (* 1968), Professor für Medienkunst und Teil der Künstlergruppe The Yes Men

## Bekannte Studenten
- Washington Augustus Roebling (1837–1926), Chefingenieur der Brooklyn Bridge
- Eduard Pestel (1914–1988), deutscher Ingenieur und Politiker
- Don L. Anderson (1933–2014), US-amerikanischer Geophysiker
- Jeffrey M. Friedman (* 1954), US-amerikanischer Molekulargenetiker
- Marcian Edward Hoff (* 1937), Miterfinder des Mikroprozessors
- Jon Hall (* 1950), Informatiker und Gründer der Open Source Initiative
- Joé Juneau (* 1968), Eishockeyspieler
- Robert Kennicutt (* 1951), Astronom
- Hani al-Mulki (* 1951), jordanischer Ministerpräsident
- Mathias Lange (* 1985), Eishockeytorhüter
- Adam Oates (* 1962), Eishockeyspieler und -trainer
- Brad Tapper (* 1978), Eishockeyspieler und -trainer
- Ray Tomlinson (1941–2016), Erfinder der E-Mail
- Matt Patricia (* 1974), Footballtrainer